# Super Smash Bros. (serie de jocuri)

Sigla oficială Super Smash Bros.

Super Smash Bros. este o franciză media controlată de Nintendo și creată de Masahiro Sakurai în anul 1999 (și-a sărbătorit cea de-a opta aniversare pe 21 ianuarie 2007). Această serie a avut un succes foarte mare de la bun început, fiindcă includea multe dintre cele mai cunoscute personaje de la Nintendo. La ora actuala (25.10.2018) cel mai recent joc din aceasta franciza este Super Smash Bros. Ultimate.

## Jocuri video
Seria de jocuri video Super Smash Bros. este una dintre cele mai populare francize de luptă de la Nintendo. Este creată de către firma HAL Laboratory. Aceste jocuri nu au apărut decât pe console TV (Nintendo 64, Nintendo GameCube, Wii, Wii U, Nintendo 3DS și Nintendo Switch).
Super Smash Bros. Brawl, de pe Wii, va fi primul joc Super Smash Bros. ce va include un personaj ce nu aparține firmei Nintendo. Acesta este Solid Snake, din seria de jocuri video Metal Gear. Jocurile Metal Gear aparțin firmei Konami.
În 2003, a fost lansat un album orchestral, intitulat Smashing...Live!, ce includea 15 piese muzicale de pe coloana sonoră a jocului Super Smash Bros. Melee. Acest album a fost oferit gratuit la unele reviste Nintendo.

## Personaje
Fiecare personaj are, printre altele, câte 4 atacuri speciale (în engleză, specials), mai exact: neutral special, side special, up special și down special.

Personajele din Super Smash Bros. Brawl de la stânga la dreapta: Link, Mario, Zero Suit Samus, Pikachu, Pit, Kirby și (mai sus) Meta Knight

Confirmarea apariției personajelor în cele 3 jocuri Super Smash Bros. :
| Număr    | Luptător                                       | Super Smash Bros. | Super Smash Bros. Melee | Super Smash Bros. Brawl | Super Smash Bros. for 3DS / Wii U | Super Smash Bros. Ultimate | Din seria            |
| -------- | ---------------------------------------------- | ----------------- | ----------------------- | ----------------------- | --------------------------------- | -------------------------- | -------------------- |
| 01       | Mario                                          | DA                | DA                      | DA                      | DA                                | DA                         | Mario                |
| 02       | Donkey Kong                                    | DA                | DA                      | DA                      | DA                                | DA                         | Donkey Kong          |
| 03       | Link                                           | DA                | DA                      | DA                      | DA                                | DA                         | Legend of Zelda      |
| 04       | Samus Aran                                     | DA                | DA                      | DA                      | DA                                | DA                         | Metroid              |
| 04*      | Dark Samus                                     | NU                |                         |                         |                                   | DA                         | Metroid              |
| 05       | Yoshi                                          | DA                | DA                      | DA                      | DA                                | DA                         | Yoshi                |
| 06       | Kirby                                          | DA                | DA                      | DA                      | DA                                | DA                         | Kirby                |
| 07       | Fox McCloud                                    | DA                | DA                      | DA                      | DA                                | DA                         | Star Fox             |
| 08       | Pikachu                                        | DA                | DA                      | DA                      | DA                                | DA                         | Pokémon              |
| 09       | Luigi                                          | DA                | DA                      | DA                      | DA                                | DA                         | Mario                |
| 10       | Ness                                           | DA                | DA                      | DA                      | DA                                | DA                         | EarthBound/Mother    |
| 11       | Captain Falcon                                 | DA                | DA                      | DA                      | DA                                | DA                         | F-Zero               |
| 12       | Jigglypuff                                     | DA                | DA                      | DA                      | DA                                | DA                         | Pokémon              |
| 13       | Princess Peach                                 | NU                | DA                      | DA                      | DA                                | DA                         | Mario                |
| 13*      | Daisy                                          | NU                | NU                      | NU                      | NU                                | DA                         | Mario                |
| 14       | Bowser                                         | NU                | DA                      | DA                      | DA                                | DA                         | Mario                |
| 15       | Ice Climbers                                   | NU                | DA                      | DA                      | DA                                | DA                         | Ice Climber          |
| 16       | Sheik                                          | NU                | DA                      | DA                      | DA                                | DA                         | Legend of Zelda      |
| 17       | Princess Zelda                                 | NU                | DA                      | DA                      | DA                                | DA                         | Legend of Zelda      |
| 18       | Dr. Mario                                      | NU                | DA                      | NU                      | DA                                | DA                         | Mario                |
| 19       | Pichu                                          | NU                | DA                      | NU                      | DA                                | DA                         | Pokémon              |
| 20       | Falco Lombardi                                 | NU                | DA                      | DA                      | DA                                | DA                         | Star Fox             |
| 21       | Marth                                          | NU                | DA                      | DA                      | DA                                | DA                         | Fire Emblem          |
| 21*      | Lucina                                         | NU                |                         |                         | DA                                | DA                         | Fire Emblem          |
| 22       | Young Link                                     | NU                | DA                      | NU                      | DA                                | DA                         | Legend of Zelda      |
| 23       | Ganondorf                                      | NU                | DA                      | DA                      | DA                                | DA                         | Legend of Zelda      |
| 24       | Mewtwo                                         | NU                | DA                      | NU                      | DA                                | DA                         | Pokémon              |
| 25       | Roy                                            | NU                | DA                      | NU                      | DA                                | DA                         | Fire Emblem          |
| 25*      | Chrom                                          | NU                | NU                      |                         |                                   | DA                         | Fire Emblem          |
| 26       | Mr. Game & Watch                               | NU                | DA                      | DA                      | DA                                | DA                         | Game and Watch       |
| 27       | Meta Knight                                    | NU                | NU                      | DA                      | DA                                | DA                         | Kirby                |
| 28       | Pit                                            | NU                | NU                      | DA                      | DA                                | DA                         | Kid Icarus           |
| 28*      | Dark Pit                                       | NU                | NU                      |                         | DA                                | DA                         | Kid Icarus           |
| 29       | Zero Suit Samus                                | NU                | NU                      | DA                      | DA                                | DA                         | Metroid              |
| 30       | Wario                                          | NU                | NU                      | DA                      | DA                                | DA                         | WarioWare            |
| 31       | Solid Snake                                    | NU                | NU                      | DA                      | DA                                | DA                         | Metal Gear           |
| 32       | Ike                                            | NU                | NU                      | DA                      | DA                                | DA                         | Fire Emblem          |
| 33/34/35 | Pokemon Trainer (Squirtle, Ivysaur, Charizard) | NU                | NU                      | DA                      | DA                                | DA                         | Pokémon              |
| 36       | Diddy Kong                                     | NU                | NU                      | DA                      | DA                                | DA                         | Donkey Kong          |
| 37       | Lucas                                          | NU                |                         | DA                      |                                   | DA                         | EarthBound/Mother    |
| 38       | Sonic the Hedgehog                             | NU                | NU                      | DA                      | DA                                | DA                         | Sonic the Hedgehog   |
| 39       | King Dedede                                    | NU                | NU                      | DA                      | DA                                | DA                         | Kirby                |
| 40       | Pikmin e Olimar                                | NU                | NU                      | DA                      | DA                                | DA                         | Pikmin               |
| 41       | Lucario                                        | NU                |                         |                         |                                   | DA                         | Pokemon              |
| 42       | R.O.B.                                         | NU                |                         |                         | DA                                | DA                         | R.O.B.               |
| 43       | Toon Link                                      | NU                | NU                      | DA                      | DA                                | DA                         | The Legend of Zelda  |
| 44       | Wolf                                           | NU                | NU                      | DA                      | DA                                | DA                         | Star Fox             |
| 45       | Villager                                       | NU                | NU                      |                         | DA                                | DA                         | Animal Crossing      |
| 46       | Mega Man                                       |                   |                         |                         | DA                                | DA                         | Mega Man             |
| 47       | Wii Fit Trainer                                | NU                | NU                      |                         | DA                                | DA                         | Wii Fit              |
| 48       | Rosalina & Luma                                | NU                | NU                      |                         | DA                                | DA                         | Mario                |
| 49       | Little Mac                                     | NU                |                         |                         | DA                                | DA                         | Punch-Out!           |
| 50       | Greninja                                       | NU                | NU                      |                         | DA                                | DA                         | Pokemon              |
| 54       | Palutena                                       | NU                | NU                      |                         | DA                                | DA                         | Kid Icarus           |
| 55       | PAC-MAN                                        |                   |                         |                         | DA                                | DA                         | PAC-MAN              |
| 56       | Robin                                          | NU                | NU                      | NU                      | DA                                | DA                         | Fire Emblem          |
| 57       | Shulk                                          | NU                | NU                      |                         | DA                                | DA                         | Xenoblade Chronicles |
| 58       | Bowser Jr.                                     | NU                | NU                      | NU                      | DA                                | DA                         | Mario                |
| 59       | Duck Hunt Duo                                  | NU                | NU                      |                         | DA                                | DA                         | Duck Hunt            |
| 60       | Ryu                                            | NU                | NU                      | NU                      | DA                                | DA                         | Street Fighter       |
| 60*      | Ken                                            | NU                | NU                      | NU                      | NU                                | DA                         | Street Fighter       |
| 61       | Cloud                                          | NU                | NU                      | NU                      | DA                                | DA                         | Final Fantasy        |

Anumiți luptători (marcați cu un asterisc în listă) se numesc Echo Fighters. Aceștia sunt la fel sau asemănători cu un anumit alt pesonaj când vine vorba de puterile lor speciale.

## Lista jocurilor
| Titlu                                    | Sistem             | An lansare | Japonia | Statele Unite ale Americii | Uniunea Europeană |
| ---------------------------------------- | ------------------ | ---------- | ------- | -------------------------- | ----------------- |
| Super Smash Bros.                        | Nintendo 64        | 1999       | DA      | DA                         | DA                |
| Super Smash Bros. Melee                  | Nintendo GameCube  | 2001       | DA      | DA                         | DA                |
| Super Smash Bros. Brawl                  | Wii                | 2007       | -       | -                          | -                 |
| Super Smash Bros. for Nintendo 3DS/Wii U | Nintendo 3DS/Wii U | 2014       | DA      | DA                         | -                 |
| Super Smash Bros. Ultimate               | Nintendo Switch    | 2018       | DA      | DA                         | DA                |